# إلهام صفي الدين
إلهام صفي الدين (14 فبراير 2000-)، ممثلة مصرية لبنانية.

## مسيرتها الفنية
تنحدر إلهام صفي الدين من عائلة فنية فخالتها هي الممثلة المصرية إلهام شاهين وخالها هو الممثل المصري أمير شاهين مما جعلها تحب الفن وبدأت التمثيل في سن الطفولة. شاركت في مسلسل «نعم ما زلت آنسة» برفقة خالتها إلهام شاهين عام 2010، كما ظهرت في مسلسل آسيا مع الممثلة منى زكي والممثل هاني عادل لتلعب دور ابنتهما، ثُم ابتعدت عن الأضواء لبعض الوقت لتعود بعد سنوات وقد كبرت فتشارك في أعمال تليفزيونية عديدة كان من أبرزها مسلسل وسط البلد، ومسلسل منورة بأهلها الذي عُرض على منصّة شاهد الرقمية التابعة لشبكة قنوات إم بي سي.

## أعمالها

### الأفلام
- صاحبتي (فيلم قصير): صدر في عام 2022، وقامت فيه بدور سارة، وشارك الفيلم في الدورة الرابعة والأربعين من مهرجان فينيسيا السينمائي الدولي.[3]

### المسلسلات
- منورة بأهلها: صدر في عام 2022.
- مين قال؟!: صدر في عام 2022، وقامت فيه بدور زينة.
- وسط البلد: صدر في عام 2022، وقامت فيه بدور ريم كامل الجارحي.
- خارج السيطرة: (حكاية توت): صدر في عام 2021، وقامت فيه بدور جنى.
- زي القمر (حكاية مش هنفرح بيكي): صدر في عام 2021، وقامت فيه بدور صديقة أماني.
- ضد الكسر: صدر في عام 2021، وقامت فيه بدور فرح.
- آسيا: صدر في عام 2013، وقامت فيه بدور دانا راجي.
- نعم ما زلت آنسة: صدر في عام 2010.

## روابط خارجية
- صفحة الممثلة على موقع قاعدة بيانات الأفلام العربية